# 40 M Turan I
De 40 M Turan I was een Hongaarse tank die dienstdeed tijdens de Tweede Wereldoorlog. In totaal werden er 424 van gemaakt in twee varianten; de Turan I met een 40mm-kanon en de Turan II met een 75mm-kanon. Hij is gebaseerd op de Škoda T-21.

## Geschiedenis
In december 1937 bereid de Škoda Fabriek een prototype medium tank voor gebaseerd op de eerdere succesvolle LT vz. 35. Er werden twee prototypes begonnen, onder de naam S-IIc, maar ze werden nooit afgemaakt. Deze wogen 16,5 ton, had een 47 mm Škoda A9 vz. 38 kanon, twee 7,92 mm machinegeweren en een maximale bepantsering van 30 mm.
Nadat Duitsland delen van Tsjechoslowakije had geannexeerd, werden de prototypes afgemaakt onder de namen T-21 die de voorloper was van de T-22. Er werden twee T-22's aan Hongarije gegeven in 1941. De Hongaarse ingenieurs breidden de T-22 verder uit. Het pantser aan de voorkant wordt uitgebreid tot 50 mm en het 47mm-kanon wordt vervangen door een 40 mm Škoda A17.

## Varianten
De Turan werd geproduceerd in verschillende versies. De Turan I was de oorspronkelijke en belangrijkste uitvoering en was bewapend met een 40mm-kanon. Dit kanon, het standaard Hongaarse lichte antitankgeschut, kon dezelfde munitie afvuren als het Bofors 40mm-luchtdoelgeschut. In totaal werden 285 tanks geproduceerd tussen 1941 en 1944.
Na de rampzalige Slag om Stalingrad realiseerde het leger dat ze een sterker wapen nodig hadden om de Sovjet T-34-tank uit te schakelen. Daarmee werd een nieuwe variant geproduceerd met een kort 75mm-kanon dat gemonteerd werd in een vergrote geschuttoren. Deze 41M Turan II bleef verder ten opzichte van het oorspronkelijke voertuig onveranderd. Door de lage snelheid van het projectiel was het niet in staat om het frontpantser van de T-34 te doorboren. Het kanon van de T-34 kon het 50mm-pantser van de Turan wel doorboren van op een veel grotere afstand. Hongaarse fabrikanten bouwden in totaal 139 voertuigen in 1943 en 1944 voor de Duitse bezetting van Hongarije. Van een derde variant, de Turan III, dat was bewapend met een lang 75mm-kanon, werd alleen een prototype gebouwd.
Een afgeleide van de Turan was de Zrinyi II, een met een 105mm-kanon bewapend gemechaniseerd geschut, waarvan er ongeveer 60 werden gebouwd.